# Redingote

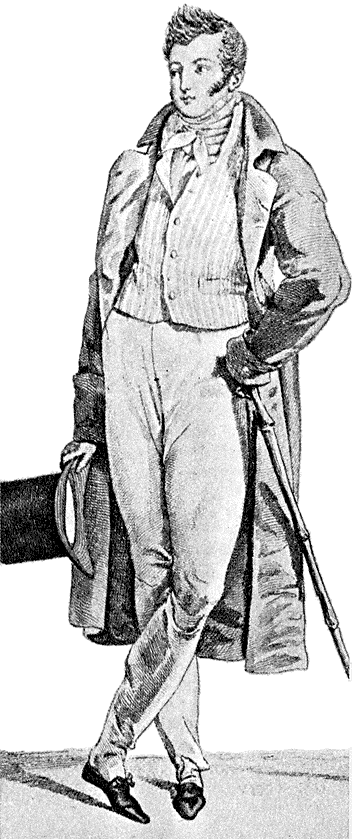
Caballero con redingote (1813)

Redingote es el nombre de una prenda de abrigo intermedio entre la capa y el abrigo, es decir, un capote abrochado por delante y que se deja abierto en la parte inferior. El término proviene de la alteración de la locución original de la lengua inglesa riding cote (literalmente, 'abrigo para cabalgar' o, más probablemente, raining coat,[cita requerida] o sea abrigo para la lluvia).
Muy en boga al inicio de los años 1860, el redingote ha sido progresivamente sustituido por la americana.
Se han sucedido numerosos cortes referidos a esta prenda de abrigo a lo largo del tiempo, tanto para los modelos masculinos como femeninos.

## Redingote femenino
La prenda hace su aparición en el 1700, cuando era empleado para las carreras ecuestres. La capa era una prenda abultada y utilitaria que comenzó a volverse un abrigo de moda solo a inicios del siglo xix, cuando las damas comenzaron a llevar prendas ajustadas al cuerpo reduciendo sus dimensiones. La moda lo adoptó con el nombre de redingote, adaptándolo para las situaciones más convencionales. 
El redingote a la húsar estaba confeccionado con filas paralelas de trenzas horizontales de modo similar a los uniformes de los húsares. El estilo ha continuado evolucionando hasta finales del siglo xix, cuando tomó forma moderna. El corte característico en tiempos modernos consiste en su cierre a la altura del pecho y el abdomen, un cinturón y vuelo hacia el dobladillo.

## Redingote masculino
El redingote de corte masculino constaba de una capa larga hasta la rodilla con una falda abierta por detrás. Constituyó el capote largo de los siglos xviii y xix, derivado de la capa de campo con un ancho y gran collar llamado frock.
En francés el redingote se utilizaba habitualmente para describir una levita (en inglés: frock coat) ceñida. El corte actual del redingote de hombre podría ser el de un capote largo ceñido o del más voluminoso impermeable, con añadido de mantelinas y collares, casi un redingote con garrick.